# Satz von van Aubel

Der Satz kann auf nicht überschlagene und auf überschlagene Vierecke angewandt werden.

In der ebenen Geometrie beschreibt der Satz von van Aubel eine Beziehung zwischen den Quadraten, die über den Seiten eines gegebenen Vierecks konstruiert wurden.

## Aussage
Die beiden Strecken zwischen den Mittelpunkten gegenüberliegender Quadrate sind gleich lang und zueinander rechtwinklig. Anders ausgedrückt: Die Mittelpunkte der vier Quadrate sind die Ecken eines orthodiagonalen Vierecks mit gleich langen Diagonalen. Der Satz ist benannt nach Henri van Aubel (1830–1906), einem Mathematiklehrer am Atheneum (Gymnasium) in Antwerpen, der ihn 1878 veröffentlichte.
Der Satz gilt auch für die nach innen konstruierten Quadrate auf den Vierecksseiten. Zu beachten ist zudem, dass das Viereck nicht konvex sein muss und sogar überschlagend sein kann.

## Spezialfall

Vecten-Figur

Lässt man in dem gegebenen Viereck eine zur Länge 0 entartete Seite zu, so entartet auch eines der Quadrate zu einem Punkt des so entstandenen Dreiecks. Hieraus resultiert der Satz von Vecten. Vecten war ein französischer Mathematiklehrer aus dem Anfang des 19. Jahrhunderts, der mehrere Artikel über die nach ihm benannte Vecten-Figur veröffentlicht hat.
Der Satz von Vecten besagt, dass bei einem beliebigen Dreieck mit auf den Seiten errichteten Quadraten die Verbindungsstrecke zwischen den Mittelpunkten zweier Quadrate orthogonal und längengleich zu der Verbindungsstrecke zwischen dem Mittelpunkt des dritten Quadrats und dem gegenüberliegenden Eckpunkt des Dreiecks ist.
Die zugehörige Darstellung wird auch als Vecten-Figur bezeichnet.